# America's Cup World Series 2020
L'America's Cup World Series 2020 è una competizione velica che si è svolta dal 17 al 20 dicembre 2020 come torneo di preparazione alla Prada Cup 2021 e all'America's Cup 2021.
Originariamente prevista su tre round, quelli di Cagliari e Portsmouth, previsti rispettivamente per il 23-26 aprile e il 4-7 giugno 2020, vengono cancellati a causa della pandemia di COVID-19. Viene disputata solo la terza fase a Auckland dal 17 al 20 dicembre 2020 sotto forma di torneo a quattro squadre con girone all'italiana, semifinali e finali. La fase finale, che si svolge il 20 dicembre 2020, prende il nome di Prada Christmas Race.

## Squadre
Quattro squadre partecipano alla competizione.
| Squadra                   | Timoniere                      |
| ------------------------- | ------------------------------ |
| American Magic            | Dean Barker                    |
| Ineos Team UK             | Ben Ainslie                    |
| Emirates Team New Zealand | Peter Burling                  |
| Luna Rossa                | James Spithill Francesco Bruni |

## Fase a gironi

### Classifica
|   | Squadra                   | V | P |
| - | ------------------------- | - | - |
| 1 | Emirates Team New Zealand | 5 | 1 |
| 2 | American Magic            | 4 | 2 |
| 3 | Luna Rossa                | 3 | 3 |
| 4 | Ineos Team UK             | 0 | 6 |

### Calendario
Durante la fase a gironi vengono disputate dodici gare suddivise in tre giorni di regata. Tutte le gare vengono disputate su 6 leg (3 di bolina e 3 di poppa), tranne per: Gara 7 che viene disputata su 8 leg (vento in eccesso), Gara 9 che è di 4 leg (accorciata durante la gara), Gara 10 che si è svolta su 5 leg (vento leggero) e Gara 12 che viene corsa su 4 leg (sempre per vento leggero).
| Data             | Tempo             | Entrata a sinistra        | Entrata a dritta          | Tempo             |
| ---------------- | ----------------- | ------------------------- | ------------------------- | ----------------- |
| 17 dicembre 2020 | 25'24"            | Emirates Team New Zealand | Luna Rossa Challenge      | a 3'13" (3,336 m) |
| 17 dicembre 2020 | 27'00"            | American Magic            | Ineos Team UK             | non arrivata      |
| 17 dicembre 2020 | RIT               | Ineos Team UK             | Luna Rossa Challenge      | 27'41"            |
| 17 dicembre 2020 | 26'20"'           | American Magic            | Emirates Team New Zealand | a 12" (179 m)     |
| 18 dicembre 2020 | 23'42"            | Luna Rossa Challenge      | American Magic            | a 15" (225 m)     |
| 18 dicembre 2020 | 21'09"            | Emirates Team New Zealand | Ineos Team UK             | a 1'32" (1,250 m) |
| 18 dicembre 2020 | 28'48"            | American Magic            | Luna Rossa Challenge      | a 30" (402 m)     |
| 18 dicembre 2020 | a 1'42" (1,374 m) | Ineos Team UK             | Emirates Team New Zealand | 26'54"            |
| 19 dicembre 2020 | 25'01"            | Luna Rossa Challenge      | Ineos Team UK             | a 3'45" (5,541 m) |
| 19 dicembre 2020 | 25'42"            | Emirates Team New Zealand | American Magic            | a 1'19" (1,004 m) |
| 19 dicembre 2020 | a 5'00" (2,226 m) | Ineos Team UK             | American Magic            | 27'12"            |
| 19 dicembre 2020 | a 16" (141 m)     | Luna Rossa Challenge      | Emirates Team New Zealand | 28'38"            |

## Fase finale(Prada Christmas Race)
Tutte le gare si sarebbero dovute svolgere sul Campo A, ma sono state cancellate a causa dello scarso vento, senza dichiarare nessun vincitore. La sfida tra Emirates Team New Zealand e Ineos Team UK è iniziata, ma non è stata terminata poiché nessuna delle due squadre ha completato il percorso di 4 leg entro il limite di 45 minuti. Il vento non è aumentato durante il giorno, e le regate sono state cancellate.

### Semifinali
| Data             | Tempo | Entrata a sinistra        | Entrata a dritta     | Tempo |
| ---------------- | ----- | ------------------------- | -------------------- | ----- |
| 20 dicembre 2020 | RIT   | Emirates Team New Zealand | Ineos Team UK        | RIT   |
| 20 dicembre 2020 | ABB.  | American Magic            | Luna Rossa Challenge | ABB.  |

### Finale 3º posto
| Data             | Tempo | Entrata in porto | Entrata a dritta | Tempo |
| ---------------- | ----- | ---------------- | ---------------- | ----- |
| 20 dicembre 2020 | /     | /                | /                | /     |

### Finale 1º posto
| Data             | Tempo | Entrata in porto | Entrata a dritta | Tempo |
| ---------------- | ----- | ---------------- | ---------------- | ----- |
| 20 dicembre 2020 | /     | /                | /                | /     |